# De Wierden (Almere)
De Wierden is een wijk in de Nederlandse stad Almere. De wijk is gelegen in het stadsdeel Almere Haven. Er zijn acht Wierden: de Leemwierde, Siltwierde, Kornwierde, Keiwierde, Oldewierde, Kimwierde, Zandwierde en Hoekwierde.
Op 1 januari 2023 telde de wijk 3.615 inwoners, verdeeld over 1.745 woningen, op een oppervlakte van 0,68 km².

## Naamgeving
In april 1976 deed het Projektburo Almere (PBA) voorstellen voor buurt- en straatnamen in Almere Haven. De buurtnamen verwijzen naar landschapselementen. Zo is een wierde een Groningse vlucht- en woonheuvel, opgeworpen om bij hoogwater een droge plek te hebben. De namen werden in augustus 1976 door de landdrost vastgesteld. In 1980 werd dit nader ingevuld door de straatnaamgevingscommissie van het Openbaar Lichaam Zuidelijke IJsselmeerpolders. Hierbij werden na suggesties uit de bevolking namen gekozen die waren geïnspireerd door Friese en Groningse dorpen (zoals Cornwerd, Oldehove, Kleiwerd, Kimswerd). Dit werden De Leemwierde, Keiwierde, Kornwierde en de Oldewierde. Tegelijkertijd kreeg het Wierdenpark zijn naam. In 1981 volgden de Kimwierde, Zandwierde en Hoekwierde. Het laatste buurtje werd zo genoemd omdat het (op dat moment) aan de buitenrand van Almere Haven kwam te liggen.
In 2021 ontstond de Siltwierde, als afsplitsing van de Leemwierde.

## Openbaar vervoer
De Wierden wordt doorsneden door een busbaan en heeft daaraan één bushalte waar de volgende buslijnen stoppen:
- De Wierden  M1   327

### Metrobus
| Lijn | Lijn       | Route                   | Via | Opmerkingen |
| ---- | ---------- | ----------------------- | --- | --- |
| M1   | Havenmetro | Station Centrum - Haven | Stedenwijk, Busstation ’t Oor, De Steiger, De Gouwen, De Wierden, De Hoven, Centrum, De Werven, De Meenten, De Grienden, De Marken, De Steiger | Rijdt in Haven vanaf De Steiger afwisselend linksom of rechtsom, rijdt bij Station Centrum verder als buslijn M2 . Rijdt op zaterdag 24 uur per dag op de hele route. |

### R-net
| Lijn | Route                                               | via | Opmerking |
| ---- | --------------------------------------------------- | --- | --------- |
| 327  | Almere, Station Parkwijk - Amsterdam, Amstelstation | Almere Haven (De Steiger, De Gouwen, De Wierden, De Hoven, Centrum, De Werven, De Meenten, De Grienden, De Marken, De Steiger), Almere Stad (Busstation ’t Oor), Muiden (P+R, Maxisweg), Diemen (Diemerknoop), Amsterdam-Oost (Brinkstraat, Middenweg) |           |

De Gouwen · De Grienden · De Hoven · De Laren · De Marken · De Meenten · De Velden · De Werven · De Wierden · Haven Centrum · Overgooi